# På andra sidan häcken
På andra sidan häcken (engelsk originaltitel: Over the Hedge) är en animerad film från 2006, baserad på karaktärerna från en tecknad serie med samma namn från United Media. Filmen regisserades av Tim Johnson och Karey Kirkpatrick. Den producerades av DreamWorks Animation och distribuerades av Paramount Pictures.
Filmen hade premiär 22 april 2006 under Sprockets Toronto International Film Festival for Children i Kanada. I Sverige, Finland och Norge premiärvisades den 22 september 2006.

## Handling
En tvättbjörn vid namn RJ misslyckas i ett av sina försök att stjäla mat ifrån svartbjörnen Vincent som slutar med att all Vincents mat går förlorad. RJ blir påkommen och för att rädda livhanken blir han tvungen att inom en vecka ersätta all maten som han förstört. Detta leder till att han drar nytta av en grupp skogsdjur genom att leda dem till att ta mat ifrån närboende människor. Men den elaka Gladys Sharp, ordförandet i villaägarnas förening, tänker se till att djuren försvinner från hennes bostadsområde.

## Om filmen
På andra sidan häcken regisserades av Tim Johnson och Karey Kirkpatrick. Karaktärerna i filmen är hämtade från den tecknade serien Over the Hedge.

## Rollista
| Karaktär         | Engelsk röst        | Svensk röst       | Art        |
| ---------------- | ------------------- | ----------------- | ---------- |
| RJ               | Bruce Willis        | Rafael Edholm     | Tvättbjörn |
| Verne            | Garry Shandling     | Martin Timell     | Sköldpadda |
| Hammy            | Steve Carell        | David Bexelius    | Ekorre     |
| Stella           | Wanda Sykes         | Maria Rydberg     | Skunk      |
| Lou              | Eugene Levy         | Roger Storm       | Piggsvin   |
| Penny            | Catherine O'Hara    | Vicki Benckert    | Piggsvin   |
| Ozzie            | William Shatner     | Andreas Nilsson   | Pungråtta  |
| Heather          | Avril Lavigne       | Ellen Fjæstad     | Pungråtta  |
| Tiger            | Omid Djalili        | Dan Bratt         | Perserkatt |
| Vincent          | Nick Nolte          | Pontus Gustafsson | Svartbjörn |
| Gladys Sharp     | Allison Janney      | Ewa Fröling       | Människa   |
| Dwayne LaFontant | Thomas Haden Church | Göran Engman      | Människa   |